# Лауенбург
 Тази статия е за града в Германия.  За града в Полша вижте Лемборк.  За окръга вижте Лауенбург (окръг).
Лауенбург/Елба (на немски: Lauenburg/Elbe) е малък град в окръг Херцогство Лауенбург в провинция Шлезвиг-Холщайн, Германия, с 11 398 жители (2015). Намира се на река Елба, на около 40 км югоизточно от Хамбург.

## Личности
- 1765 – Роден е астрономът Карл Лудвиг Хардинг, откривател на астероида Юнона